# Robin Hood (film, 1913)
Pour les articles homonymes, voir Robin Hood.
Pour plus de détails, voir Fiche technique et Distribution.
Robin Hood (« Robin des Bois ») est un film américain réalisé par Theodore Marston, sorti en 1913.
Ce film muet en noir et blanc met en scène le héros légendaire anglais Robin des Bois.

## Fiche technique
- Titre original : Robin Hood
- Réalisation : Theodore Marston
- Scénario : Theodore Marston, Lloyd Lonergan (en)
- Société de production : Thanhouser Film Corporation
- Société de distribution : Mutual Film
- Pays d'origine :  États-Unis
- Langue : anglais
- Format : Noir et blanc – 1,33:1 – 35 mm – Muet
- Genre : film d'aventure
- Longueur de pellicule : 1 200 m (4 bobines)
- Année : 1913
- Dates de sortie :
  -  États-Unis : 23 septembre 1913 (parties 1 et 2)
  -  États-Unis : 30 septembre 1913 (parties 3 et 4)
- Autres titres connus :
  -  Royaume-Uni : Robin Hood and Maid Marian

## Distribution
- William Russell : Robin des Bois (Robin Hood)
- Gerda Holmes : Belle Marianne (Maid Marian)
- Harry Benham : Alan
- John Webb Dillon (en) : le sheriff de Nottingham
- Ernest Redding : Frère Tuck (Friar Tuck)
- Mignon Anderson : Ellen
- David Thompson : Hardfast
- Sidney Bracey : le baron
- Walter Gibbs : le roi Richard
- James Cruze
- Alphonse Ethier
- William Garwood